# Dasyornithidae
Famille
Genre
Les Dasyornithidae (ou dasyornithidés en français) sont une famille de passereaux constituée du seul genre Dasyornis et de trois espèces.

## Liste des espèces
Selon la classification du Congrès ornithologique international (version 5.2, 2015), le genre Dasyornis comprend trois espèces :
- Dasyornis brachypterus – Dasyorne brun
- Dasyornis longirostris – Dasyorne à long bec
- Dasyornis broadbenti – Dasyorne roux